# التقارب للتناوب والتغيير
التقارب للتناوب والتغيير (بالفرنسية: Convergence pour l'Alternance et changement) هو حزب سياسي في مالي. ويشمل التجمع السوداني - الاتحاد الأفريقي الديمقراطي وحزب النهضة الوطنية. في الانتخابات التشريعية التي جرت في 14 يوليو / تموز 2002، فاز الحزب بعشرة مقاعد من أصل 160.